# Nicolas Wertans
 (mars 2016).
Si vous disposez d'ouvrages ou d'articles de référence ou si vous connaissez des sites web de qualité traitant du thème abordé ici, merci de compléter l'article en donnant les références utiles à sa vérifiabilité et en les liant à la section « Notes et références ».
Nicolas Wertans est un ingénieur français né le 20 février 1968 à Paris.

## Biographie
Né en 1968, Nicolas Wertans est diplômé de Supélec (1991) et a un MBA de l'Insead. Il entre chez Ford Europe en 1994 et y occupe différents postes aux ventes et au marketing en France puis au Royaume-Uni, en Allemagne et en Suisse où il dirige la filiale du constructeur. En 2006, il rejoint BMW AG à Munich en tant que vice-président des ventes flottes et ventes directes. Deux ans plus tard, il est nommé président du directoire de BMW Group France à l'âge de 38 ans.. En 2009, il entre chez PSA en qualité de directeur des ventes internationales, puis directeur général adjoint de la marque Peugeot et enfin vice-président pour l’Asie. Il co-fonde ensuite son propre groupe de distribution automobile, MAG, qu’il développe avec des acquisitions en Allemagne et en France. À compter du 1er mars 2014, Nicolas Wertans rejoint le groupe Renault en tant que directeur des ventes monde.
Nicolas Wertans, qui a rejoint Automobiles Peugeot le 2 mars 2009, est nommé directeur du commerce international Peugeot à compter du 4 mai en remplacement de Bernd Schantz.